# 이토 미사키
이토 미사키(일본어: 伊東 美咲, 1977년 5월 26일 ~ )는 일본의 前 모델 겸 배우이다. 본명은 에노모토 토모코(일본어: 榎本 智子)로 결혼전 이름은 안자이 토모코(일본어: 安斉 智子)였다. 1999년에 "아사히 맥주 이미지 걸"로 모델로 처음 등장하였고 이 후에 "게이트웨이"사, "쵸야 매실주(チョーヤ梅酒)"등의 TV광고로 널리 알려지기 시작했다.

## 프로필
- 출신지 : 일본 후쿠시마현 이와키시
- 학력 : 치요다 전문대(千代田短期大) 졸업
- 특기 : 피아노, 수영, 배구
- 취미 : 드라이브
- 기타 : 보모자격(保母資格) 및 사회복지주사(社会福祉主事) 면허 소지

## 출연

### 영화
- 모방범 (模倣犯, 2002년) 후루가와 쇼코(古川翔子)역
- The Snows (2002년) 루리코(瑠璃子)역, 홍콩영화
- 환생 (黄泉がえり, 2003년) 사이토 사치코(斉藤幸子)역
- 주온 (呪怨, 2003년) 도쿠나가 히토미(徳永仁美)역
- 나인소울즈 (ナインソウルズ, 2003년) 유리나(ユリナ)역
- 우미네코 (海猫, 2004년) 주연 노다 카오루(野田薫)역
- 사랑에 관한 세가지 이야기(アバウト・ラブ／関於愛, 2004년) 주연 미치코(美智子)역
- 우리개 이야기 (いぬのえいが, 2005년) 시라지마 미사키(白鳥美咲) 역
- 전차남 (電車男, 2005년) 전차 손님 아가씨(電車のお嬢さん)역
- 낚시바보일지16(釣りバカ日誌16 浜崎は今日もダメだった♪♪, 2005년) 가와구치 미레이(河口美鈴)역
- 다메진(ダメジン, 2006년) 탄쿠(タンク)역
- 츠바키야마 과장의 7일간(椿山課長の七日間, 2006년) 카즈야마 츠바키(和山椿)역
- 마지막 사랑ラストラブ, 2007년) 우에하라 유키(上原結)역
- 라이프 천국에서 그대를 만날 수 있다먄(Life 天国で君に逢えたら, 2007년) 이이지마(飯島寛子)역

### TV드라마

#### 연속극
- 러브 컴플렉스(ラブコンプレックス, 2000년 10월~12월 후지테레비) 노노리리(野乃リリ)역
- 신·물의 꽃길(新・お水の花道, 2001년 4월~6월 후지테레비) 미즈키(みずき)역
- 뷰티 세븐(ビューティー7, 2001년 7월~9월 니혼테레비) 하즈키(葉月)역
- 수요일의 정사(水曜日の情事, 2001년 10월~12월 후지테레비) 하마자키 유카코(浜崎由香子)역
- 고쿠센(ごくせん, 2002년 4월~6월 니혼테레비) 후지야마 시즈카(藤山静香)역
- 런치의 여왕(ランチの女王, 2002년 7월~9월 후지테레비) 시오미 토마토(塩見トマト)역
- 체포하겠어(逮捕しちゃうぞ, 2002년 10월~12월 테레비아사히) 츠지모토 나츠미(辻本夏実)역
- 동경 러브 시네마(東京ラブ・シネマ, 2003년 4월~6월 후지테레비) 사카모토 리사(坂本理紗)역
- 쿠니미츠의 정치(クニミツの政, 2003년 7월~9월 후지테레비) 사와 마스미(佐和真澄)역
- 사랑하는 당신에게(愛し君へ, 2004년 4월~6월 후지테레비) 아사쿠라 아이(浅倉亜衣)역
- 핫맨2(ホットマン2, 2004년 10월~12월 도쿄 방송) 후리야 시마(降矢志麻)역
- 타이거 & 드래곤(タイガー&ドラゴン, 2005년 4월~6월 TBS) 메구미(メグミ)역
- 전차남(電車男, 2005년 7월~9월 후지테레비) 아오야마 사오리/에르메스(青山沙織/エルメス)역
- 위험한 아네키(危険なアネキ, 2005년 10월~12월 후지테레비) 미나가와 히로코(皆川寛子)역
- 사프리-Supply(サプリ, 2006년 7월~9월 후지테레비) 후지이 미나미(藤井ミナミ)역
- 빵빵녀와 절벽녀(山おんな壁おんな, 2007년 7월~9월, 후지테레비) 아오야기 메구미(青柳恵美)역
- 에디슨의 어머니(エジソンの母, 2008년 1월 11일~3월 14일, TBS, 금요일) 아유카와 노리코(鮎川規子)역

#### 특집 드라마
- 사랑(らぶ・ちゃっと, 2000년 5월(4화), 7월(11화) 후지테레비) 오쿠즈미 유키(奥泉ゆき)역
- 마하 브이로그 "BIG대작전"(マッハブイロク"ＢＩＧ大作戦", 2000년 6월 후지테레비) 미즈키みずき)역
- 고난의 왕비, 최후의 황제(流転の王妃･最後の皇弟, 2003년 11월 테레비 아사히) 타타라 키진(他他拉貴人)역
- 블랙잭에게 안부를, 눈물의 암병동편 봄스페셜(ブラックジャックによろしく～涙のがん病棟編～ 新春スペシャル, 2004년 1월 TBS)
- 동생(弟, 2004년 11월 테레비아사히) 마츠야마 아키코(松山章子)역
- 타이거 & 드래곤 드라마 스페셜(タイガー&ドラゴン ドラマスペシャル, 2005년 1월 도쿄 방송) 메구미(メグミ)역
- 전차남 또 하나의 최종회 스페셜(電車男 もう一つの最終回スペシャル, 2005년 10월 후지테레비) 에르메스(エルメス)역
- 전차남 딜럭스, 최후의 성전(電車男デラックス～最後の聖戦～, 2006년 9월 후지테레비) 에르메스(エルメス)역
- 메존일각(めぞん一刻, 2007년 5월 테레비아사히) 오토나시 교코(音無響子)역
- 메존일각(めぞん一刻, 2008년 7월 26일 테레비아사히) 오토나시 교코(音無響子)역

## 수상
- 제29회 에란도어상 신인상(2005년)
- 제28회 일본 아카데미상 신인배우상(2005년)
- 제43회 골든 에로우상 드라마부분 방송상(2006년)
- 베스트 스마일 오브 더 이어 2003 여성부문(2003년)